# Sveriges Lantbruksförbund
Sveriges Lantbruksförbund (SL) var mellan 1940 och 1971 den svenska jordbrukskooperationens centrala organisation, från 1945 som en ekonomisk förening. Sveriges Lantbruksförbund slogs 1971 samman med Riksförbundet Landsbygdens folk (RLF) till Lantbrukarnas Riksförbund (LRF).
Sveriges Lantbruksförbund bildades genom en omorganisation 1940 av det år 1917 grundade Sveriges Allmänna Lantbrukssällskap (SAL). Denna organisation hade sedan 1929 organiserat jordbrukets ekonomiska föreningsrörelse.
Praktiskt taget varje svensk jordbrukare var ansluten till någon av de jordbrukskooperativa organisationer som ingick i Sveriges Lantbruksförbund. 
Sveriges Lantbruksförbund drev från 1950 Jordbrukets utredningsinstitut, sedan 1944 Jordbrukets föreningsskola på Sånga-Säby kursgård samt Lantbruksförbundets korrespondensskola.